# Santuario di Maccio
Il Santuario Santissima Trinità Misericordia, conosciuto più semplicemente come Santuario di Maccio è un luogo di culto cattolico situato nell'omonima frazione di Villa Guardia, in provincia e diocesi di Como; fa parte del vicariato di San Fermo della Battaglia. 
Il Santuario è annoverato nell'elenco dei Santuari e templi votivi della Diocesi di Como.

## Storia
L'edificio, nato come nuova chiesa parrocchiale della comunità di Maccio e dedicata all'Assunta, venne costruito tra il 1886 e il 1893, per iniziativa dall'allora parroco don Paolo Butti, il quale riprese un'idea già lanciata dal predecessore don Luigi Enrico Comini.
La chiesa venne edificata secondo un progetto del comasco Giovanni Battista Bernasconi, il quale si ispirò alla chiesa dei Santi Pietro e Paolo di Vertemate.
La consacrazione dell'edificio avvenne il 10 aprile 1893, per mano del vescovo Andrea Carlo Ferrari.
Nel 1922 la copertura della cupola venne completamente rifatta, e il tetto venne rinforzato. L'anno successivo iniziò la realizzazione dell'attuale facciata, terminata nella primavera del 1925. Gli stucchi della facciata vennero eseguiti dal pelliese Giovanni Peduzzi, mentre l'affresco presente nel timpano appena sopra al portale d'ingresso venne realizzato da Eligio Torno di Como.
La copertura del presbiterio venne affrescata dal delebiese Eliseo Fumagalli, a più riprese, tra il 1930 e il 1933.
Negli anni 1938-1939 vennero invece eseguiti gli affreschi che ornano la cupola e il resto della copertura navata, eseguiti dal torinese Carlo Morgari e dal bizzaronese Fedele Martinelli.
All'inizio degli anni 1990 la chiesa venne rimodernata. In questo contesto, l'area presbiteriale venne riorganizzata: l'altare maggiore venne spostato più indietro, mentre al centro del presbiterio vennero posti un altare monolitico in serpentino della Valmalenco e un grande crocifisso in ottone. Il 31 maggio 1992, la chiesa rinnovata venne riconsacrata da Alessandro Maggiolini.
Negli anni a cavallo tra la fine del Novecento e l'inizio del secolo successivo si registrarono, tra l'altro,  il rifacimento del battistero e la realizzazione di nuovi confessionali e di due ingressi laterali.
Nel 2003, il viale che conduce all'ingresso laterale destro fu dotato di quattro piastre in bronzo, opera del maccese Severino Trinca, ciascuna delle quali raffigura un rispettivo gruppo di misteri del rosario.
Il 27 ottobre 2010, un decreto vescovile di Diego Coletti (divenuto effettivo a partire dal 28 novembre 2010, prima domenica d'Avvento 2010) elevò la chiesa alla dignità di Santuario.

## Descrizione
Internamente, la chiesa presenta una struttura a navata unica terminante in un'abside semi-ottagonale. Sulla navata affacciano due cappelle laterali per lato.
Il pavimento della navata è attraversato, per tutta la sua lunghezza, da una striscia in ottone che collega la mensa in serpentino nero a una fontana situata all'esterno della chiesa. Lo stesso altare alloggia alcune reliquie dei santi Felice, Teodoro e Pacifico, nonché dei beati Andrea Carlo Ferrari e Chiara Bosatta.
Nel Santuario si conservano una serie di dipinti mariani, tra i quali: una pala d'altare della Beata Vergine Assunta, una Nascita di Maria attribuita a Jusepe de Ribera, una Visita a Elisabetta ispirata allo stile del Caravaggio e una Assunta trasportata a Maccio nel 1784 dal soppresso monastero di benedettine di San Lorenzo in Como. La pala, dipinta nel 1595 da Cesare Carpano, proviene invece dalla precedente parrocchiale di Maccio, dove si trovavano anche l'altare marmoreo (realizzato a partire dal 1770 da Antonio Monzino come copia di quello da lui già eseguito per l'altare dell'Assunta della chiesa-oratorio della Madonna del Carmelo di Coldrerio) e i due confessionali rivestiti in noce (risalenti al 1763).
L'Annunciazione affrescata che sovrasta l'altare maggiore è opera di Eliseo Fumagalli (1932). Allo stesso autore si devono le due mastodontiche tele situate a lato della mensa, opere che nel loro complesso raffigurano l'inizio e la fine della vita terrena di Gesù e che, prima dell'attuale collocazione, erano state temporaneamente esposte nel Broletto di Como.
L'affresco della Pentecoste è invece di Carlo Morgari (1939).  L'organo in controfacciata venne costruito su iniziativa di don Luigi Enrico Comini.
Agli anni immediatamente precedenti all'edificazione della nuova chiesa risale la statua collocata nella cappella della Madonna del Rosario, sul lato destro della navata.